# Festa del Cinema di Roma 2018
La 13ª edizione della Festa del Cinema di Roma si tenuta a Roma dal 18 al 28 ottobre 2018 presso l'Auditorium Parco della Musica.
La manifestazione è stata aperta dal film 7 sconosciuti a El Royale di Drew Goddard. Anche in questa edizione, gestita per il quarto anno da Antonio Monda, non ci sono cerimonie e concorsi, ma viene assegnato solamente il Premio del pubblico BNL.
Il Premio del pubblico BNL è stato vinto da Il vizio della speranza di Edoardo De Angelis.

## Selezione ufficiale
- 7 sconosciuti a El Royale (Bad Times at the El Royale), regia di Drew Goddard (Stati Uniti d'America) - film d'apertura
- American Animals, regia di Bart Layton (Stati Uniti d'America, Regno Unito)
- Bayoneta, regia di Kyzza Terrazas (Messico, Finlandia)
- Beautiful Boy, regia di Felix Van Groeningen (Stati Uniti d'America)
- Corleone il potere ed il sangue e Corleone la caduta, regia di Mosco Levi Boucault (Francia)
- Correndo atrás, regia di Jeferson De (Brasile)
- Diario di tonnara, regia di Giovanni Zoppeddu (Italia)
- Eter, regia di Krzysztof Zanussi (Polonia, Ucraina, Ungheria, Lituania, Italia)
- Fahrenheit 11/9, regia di Michael Moore (Stati Uniti d'America)
- Før Frosten, regia di Michael Noer (Danimarca)
- Funan, regia di Denis Do (Francia, Lussemburgo, Belgio, Cambogia)
- Millennium - Quello che non uccide (The Girl in the Spider's Web), regia di Fede Álvarez (Regno Unito, Germania, Svezia, Canada, Stati Uniti d'America)
- Green Book, regia di Peter Farrelly (Stati Uniti d'America)
- Halloween, regia di David Gordon Green (Stati Uniti d'America)
- Il coraggio della verità - The Hate U Give (The Hate U Give), regia di George Tillman Jr. (Stati Uniti d'America)
- Hermanos, regia di Pablo Gonzaléz (Colombia)
- Il mistero della casa del tempo (The House with a Clock in Its Walls), regia di Eli Roth (Stati Uniti d'America)
- Se la strada potesse parlare (If Beale Street Could Talk), regia di Barry Jenkins (Stati Uniti d'America)
- An Impossibly Small Object, regia di David Verbeek (Taiwan, Paesi Bassi, Croazia)
- Jan Palach, regia di Robert Sedlácek (Repubblica Ceca, Slovacchia)
- Kursk, regia di Thomas Vinterberg (Belgio, Lussemburgo)
- Light as Feathers, regia di Rosanne Pel (Paesi Bassi)
- The Little Drummer Girl, regia di Park Chan-wook (Regno Unito)
- Mere Pyaare Prime Minister, regia di Rakeysh Omprakash Mehra (India)
- Mia e il leone bianco (Mia et le lion blanc), regia di Gilles de Maistre (Francia, Germania, Sudafrica)
- Monsters and Men, regia di Reinaldo Marcus Green (Stati Uniti d'America)
- La Negrada, regia di Jorge Pérez Solano (Messico)
- Las Niñas Bien, regia di Alejandra Márquez Abella (Messico)
- Old Man & the Gun (The Old Man & the Gun), regia di David Lowery (Stati Uniti d'America)
- Powrót, regia di Magdalena Lazarkiewicz (Polonia)
- A Private War, regia di Matthew Heineman (Stati Uniti d'America)
- Sangre Blanca, regia Barbara Sarasola-Day (Argentina)
- Stanlio & Ollio (Stan & Ollie), regia di Jon S. Baird (Regno Unito)
- They Shall Not Grow Old - Per sempre giovani (They Shall Not Grow Old), regia di Peter Jackson (Regno Unito, Nuova Zelanda)
- Three Identical Strangers, regia di Tim Wardle (Stati Uniti d'America)
- Titixe, regia di Tania Hernández Velasco (Messico)
- Il vizio della speranza, regia di Edoardo De Angelis (Italia)
- Watergate, regia di Charles Ferguson (Stati Uniti d'America)

### Tutti ne parlano
- Boy Erased - Vite cancellate (Boy Erased), regia di Joel Edgerton (Stati Uniti d'America)
- Da Xiang Xi Di Er Zuo, regia di Hu Bo (Cina)
- Morto tra una settimana (o ti ridiamo i soldi) (Dead in a Week: Or Your Money Back), regia di Tom Edmunds (Regno Unito)
- La diseducazione di Cameron Post (The Miseducation of Cameron Post), regia di Desiree Akhavan (Stati Uniti d'America)

### Eventi speciali
- Notti magiche, regia di Paolo Virzì (Italia) - film di chiusura
- Who Will Write Our History, regia di Roberta Grossman (Stati Uniti d'America)
- Faccio quello che voglio, regia di Fabio Rovazzi (Italia)
- Il flauto magico di piazza Vittorio, regia di Mario Tronco e Gianfranco Cabiddu (Italia, Francia)
- Noi siamo Afterhours, regia di Giorgio Testi (Italia)
- Vero dal vivo - Francesco De Gregori, regia di Daniele Barraco (Italia)

## Alice nella città

### Concorso
- Behold My Heart, regia di Joshua Leonard (Stati Uniti d'America)
- Marot Shborot, regia di Imri Matalon e Aviad Givon (Israele)
- Fiore gemello, regia di Laura Luchetti (Italia)
- The New Romantic, regia di Carly Stone (Canada)
- Jellyfish, regia di James Gardner (Regno Unito)
- Measure of a Man, regia di Jim Loach (Stati Uniti d'America)
- Pour vivre heureux, regia di Salima Glamine e Dimitri Linder (Belgio, Lussemburgo)
- Ben is Back, regia di Peter Hedges (Stati Uniti d'America)
- Butterfly, regia di Alessandro Cassigoli e Casey Kauffman (Italia)
- Drôle de Père, regia di Amelie van Elmbt (Belgio)
- Nelle tue mani (Au bout des doigts), regia di Ludovic Bernard (Francia)

### Panorama internazionale
- Friday's Child, regia di A.J. Edwards (Stati Uniti d'America)
- Lof mér að falla, regia di Baldvin Z. (Islanda, Finlandia, Germania)
- Miriam miente, regia di Natalia Cabral e Oriol Estrada (Repubblica Dominicana)
- Prospect, regia di Zeek Earl e Christopher Caldwell (Stati Uniti d'America)
- Skate Kitchen, regia di Crystal Moselle (Stati Uniti d'America)
- The Belly of the Whale, regia di Morgan Bushe (Irlanda)
- Die Stropers, regia di Etienne Kallos (Francia, Grecia)
- Všechno bude, regia di Olmo Omerzu (Repubblica Ceca)
- The Tower (Tårnet), regia di Mats Grorud (Norvegia, Francia, Svezia)
- Hot Summer Nights, regia di Elijah Bynum (Stati Uniti d'America)

### Eventi speciali
- Tito e os Pàssaros, regia di Gustavo Steinberg, Gabriel Bitar e André Catoto (Brasile)
- Dililì a Parigi (Dilili à Paris), regia di Michel Ocelot (Francia, Belgio)
- A Kid Like Jake, regia di Silas Howard (Stati Uniti d'America)
- Cafarnao - Caos e miracoli (Capharnaüm), regia di Nadine Labaki (Libano)
- Qui è ora, regia di Giorgio Horn (Italia)
- Remi (Rémi sans famille), regia di Antoine Blossier (Francia)
- Up & Down - Un film normale, regia di Paolo Ruffini (Italia)
- All You Ever Wished For, regia di Barry Morrow (Stati Uniti d'America)
- Mani rosse, regia di Francesco Filippi (Italia)
- Dogsitter, regia di Fulvio Risuleo (Italia)

### Panorama Italia
- Bene ma non benissimo, regia di Francesco Mandelli
- Go Home - A casa loro, regia di Luna Gualano
- Nevermind, regia di Eros Puglielli
- Soledad, regia di Augustina Macri (Italia, Argentina)
- Backliner, regia di Fabio Lovino
- Zen sul ghiaccio sottile, regia di Margherita Ferri
- Mignon è partita, regia di Francesca Archibugi (Italia, 1988)
- Mamma + mamma, regia di Karole di Tommaso
- Ti presento Sofia, regia di Guido Chiesa
- Tutte le mie notti, regia di Manfredi Lucibello

### Cortometraggi
Concorso
- Ajo regia di More Raça (Kosovo)
- Beauty, regia di Nicola Abbatangelo (Italia)
- Falene, regia di Nicola Jankovic e Marco Pellegrino (Italia)
- Il giorno della patata, regia di Veronica Spedicat (Italia)
- Il mondiale in piazza, regia di Vito Palmieri (Italia)
- Im Baren, regia di Lilian Sassanelli (Italia)
- Labor, regia di Cecilia Albertini (Stati Uniti d'America, Italia)
- Meat Soup, regia di Vittorio Antonacci (Italia)
- Nessun Dorma, regia di Paolo Strippoli (Italia)
- Pater Familias, regia di Giacomo Boeri (Italia)

Fuori concorso
- Fauve, regia di Jérémy Comte (Canada)
- Fino alla fine, regia di Giovanni Dota (Italia)
- Mezzanotte Zero Zero, regia di Nicola Convegna (Italia)
- Non è una bufala, regia di Niccolò Gentili e Ignacio Paurici (Italia)
- The Essence of Everything, regia di Daniele Barbieri (Italia)
- Vetro, regia di Matteo Petrelli (Italia)

### Serie
- Patricia Moore
- Skam Italia